# 銀河電視小說
銀河電視小説（日语：銀河テレビ小説，ぎんがテレビしょうせつ）是NHK綜合頻道曾經在晚間播出的一個帶狀電視劇，前身是銀河電視劇。該節目開始播出於1969年4月，最初名為銀河電視劇，在每週一至每週五21:00至21:30播出。1972年，銀河電視劇改名為銀河電視小說，播出時間改為22:00至22:15。1974年再改為21:40 - 22:00。1988年4月至9月改在22:20至22:40播出。1988年10月至1989年3月改在22:00至22:20播出。1989年3月停播。和晨間小說連續劇不同的是，NHK名古屋放送局也參與了製作。